# カサガイ
カサガイ（笠貝・傘貝）は、狭義にはヨメガカサ科（ツタノハガイ科とも）に属する巻貝の一種 Cellana mazatlandica の標準和名である。
しかし一般的には、軟体動物門・腹足綱・始腹足亜綱・笠形腹足上目に属する腹足類の総称として用いられることが多い。さらに広義には、他のグループであってもカサガイ類と似た形の傘型や皿型の貝殻を持つ腹足綱の貝類もカサガイ類と呼ばれることがある。

## カサガイCellana mazatlandica
カサガイ Cellana mazatlandica (Sowerby,1839) は、カサガイ目・ヨメガカサ科（ツタノハガイ科とも）に分類される巻貝の一種。殻長9cm、殻幅6cm、殻高5cmに達する大型のカサガイ類である。貝殻は傘型で、成体では正に傘の骨のように放射肋が発達する。小笠原諸島の固有種で、天然記念物に指定されている。岩礁海岸の潮間帯に生息し、岩の表面の微細藻類などの微生物を歯舌で掻き落として摂食する。

## カサガイ類（limpet）
腹足綱に属する貝類は、いわゆる巻貝類であるが、カサガイ類と呼ばれるグループは貝殻がらせん状に巻かずに傘型や皿型となる。カサガイ類は、アワビ類と同様幅の広い腹足で岩盤などの基質に強力に吸着して生活している。これは生活している基質から離れることを前提とせず、傘型の殻を引き剥がすのが困難なほど岩盤などに密着させて身を守っているのである。従って、多くのらせん状の殻を持つ巻貝類が持つような蓋を持っておらず、殻の奥に身を潜ませて蓋で殻の口をふさぐことによって身を守ることはない。
こうした身の守り方をしているため、カサガイ類を意味する英語の limpet は「しつこくまといつく人」、「地位にかじりつく役人」などを指す語としても転用されている。
また、カサガイ類の殻の形には整った楕円形や馬蹄形をしたものと、ゆがんだ星型などの不整形のものが見られる。多くの場合、前者は特定のすみかを持たないか、せいぜい餌を食べに出歩いた後に隠れ家になる同じ岩の割れ目に帰ってくる程度のものが多い。しかし、後者は餌を食べに出歩くと必ず同じ岩の表面の同じ箇所に帰ってくる。こうしたカサガイ類が回帰する地点は歯舌によって表面が削られて吸着しやすく加工され、また貝の殻も岩の表面の凹凸に密着するように成長してゆがんだ形になる。こうした回帰性を持つカサガイ類が自分の本来の｢家（英語では家となる岩の傷を意味する home scar の名で呼ばれる）」に落ち着いていると岩の形に合わせて全く隙間なく吸着しているため、はがすことはきわめて困難となる。

### 狭義のカサガイ類

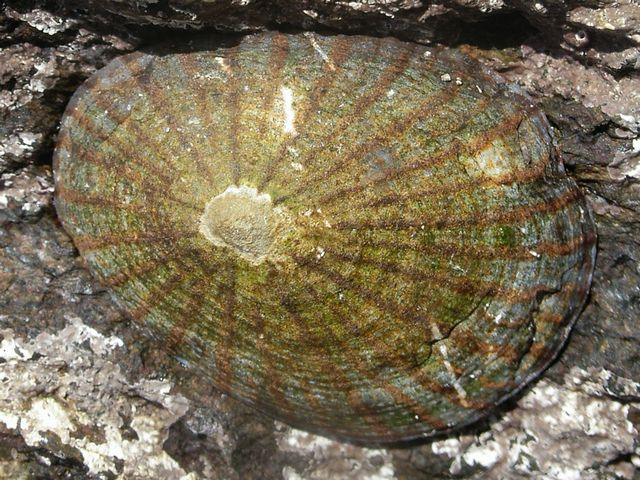
マツバガイ Cellana nigrolineata

かつては腹足類で最も原始的な体制を持つのはオキナエビスやアワビの仲間で、カサガイ類はここから進化して二次的に貝殻の巻きを失ったものと考えられていた。しかし、最近の研究によって今日生存する腹足類で最も原始的な体制を持つのはこのカサガイ類であって、もともと左右非対称の螺旋に巻いた殻を持った祖先はいなかったと考えられるようになった。
雌雄異体で、体外受精を行う。草食性の体外受精の腹足類はアワビやサザエに見られるように暗緑色の卵が多いが、カサガイ類の卵は小豆色であることが多い。雌雄が水中で放卵放精し、受精卵から発生した胚はトロコフォア幼生で孵化。トロコフォア幼生は殻を持ったベリジャー幼生に変態してから着底、稚貝になる。幼生は植物プランクトンなどを摂食せず、卵の中の卵黄だけで成長する。
カサガイ類に属する主要な科はツタノハガイ科 Patelidae とユキノカサガイ科 Acmaeidae で、日本ではツタノハガイ科のカサガイ、マツバガイ、ヨメガカサ、ツタノハガイ、ユキノカサガイ科のアオガイ類、ウノアシなどがよく知られている。
日本のカサガイ類で厳密に特定の「家」への回帰行動する種はツタノハガイとウノアシが知られ、マツバガイは特定の岩の割れ目などの隠れ家に回帰する傾向がある。帰る際には、往路に残された化学痕跡をたどって帰ることが指摘される。
南アフリカのユキノカサガイ科のカサガイ類では多様な生態が研究されており、「家」の周辺に餌となる特定の種の藻類を栽培管理し、それだけを食べて生活しているものや、コンブ類の海藻に吸着して寄生生活を送るものなどが知られている。
これらの狭義のカサガイ類の歯舌は稜舌型といって、少数のきわめて大型の歯が幅の狭い基底膜の上に対を成して並んでいる型である。この型の歯舌は単に前後に往復運動をすることができるだけで、他の草食性の貝類の歯舌の様に餌となる藻類を巻き込んだり引きちぎったりする運動はできない。そのため葉状に立ち上がった海藻をうまく食べることはできない。しかしきわめて頑丈で強力な歯ががっちり固定されているので、岩の表面にフィルム状に広がった微細藻類を岩ごと削り取って摂食するには非常に適している。そのため、カサガイ類が多く住む岩礁潮間帯では肉眼で確認できるような海藻類が微細な芽生えのうちに削り取られてしまい、生えなくなる。こうした場所からカサガイ類を人為的に除去すると、それまで抑制されていた大型の海藻が生え始める。そうなるとカサガイ類は吸着する岩盤を海藻に奪われるとともに、微細藻類だけが生えている露出した岩盤が少なくなるので餌を食べることも困難になり、再進入が妨げられることになる。このように、カサガイ類は岩礁潮間帯の環境形成に大きな役割を果たしているグループである。
カサガイ類は小型で大量に採集することは難しいので商業的に漁獲されることは少ないが、様々な地域で、磯で簡単に採集されるおかずとして採集され、食用にされる。ハワイではオピヒと呼ばれ珍重され、オピヒマン、オピヒピッカーと呼ばれる専門の漁師も存在するが、波の荒い岩礁での採取は危険が伴うため、しばしば事故が起こることもある。

### その他のカサガイ類
アワビ科やオキナエビス科に近縁のスカシガイ科の貝にはカサガイ型の形態を持ったものが多い。しかし稚貝の時は貝殻が螺旋形に巻き、成長してもその痕跡を殻頂に残しているものもある。
他にもカサガイ型の貝殻をもつ貝類は色々知られているが、狭義のカサガイ類と同じような環境に生活し、しかも同じように高い密度で観察されるものは陸産のカタツムリや淡水産のモノアラガイ類と同じ有肺類の仲間のカラマツガイ科の貝である。この有肺類のカサガイ類は英語では pulmonate limpet と呼ばれ、日本本土の潮間帯ではカラマツガイ、シロカラマツガイ、キクノハナガイの3種がよく見られる。
これらの貝殻は幾分ゆがんでいて、狭義のカサガイ類の不整形の種と同じように岩盤の上に「家」を形成して明瞭な回帰行動をとる。しかし、狭義のカサガイ類と異なり、カタツムリなどと同じように柔軟で幅の広い基底膜の上に無数の細かい歯が密生した歯舌を持ち、これによって立ち上がった葉状の海藻でも引きちぎるようにして食べることができる。そのために狭義のカサガイ類が食べることのできない海藻群落を餌場とすることができる。例えばカラマツガイは岩盤の上に密生した緑藻のヒトエグサを好んで摂食することが知られている。
なお、狭義のカサガイ類が「家」に戻る時は必ずしも摂食に出かける時に通った道を通るわけでなく、しばしば大きなループ状の道筋を描くのに対して、有肺類のカサガイ類は出かける時に通った道を正確に逆戻りして「家」に戻ることが知られている。
さらにこれらの有肺類のカサガイ類は軟体部の右前方に空気呼吸に用いる吸気孔（外套腔の開口部）を持っている。この吸気孔に対応して殻の中央から右前方に向かって特に目立つ太い肋が走っている。また、狭義のカサガイ類は殻頂が殻の前方に寄っているのに対し、有肺類のカサガイ類は後方に寄っている点も異なる。
有肺類のカサガイ類は雌雄同体、体内受精で、交尾後の成体が岩の表面にゼラチン質の紐が指輪のように丸まった形の卵塊を産みつける。このゼラチン質の中に狭義のカサガイ類の卵と比べるとはるかに小さな、おびただしい卵が埋まっている。卵から孵化するのは殻を持ったベリジャー幼生で、これが長期間浮遊しながら植物プランクトンなどを摂食して成長し、着底して稚貝となる。産卵のパターンは大潮と小潮の潮汐サイクルと同調することが知られている。
有肺類のカサガイ類の軟体部は食べると独特の渋みがあり、食用にはあまり適さない。ただし日本の一部地域ではカラマツガイを珍味として食用にする。